# V686 Coronae Australis
V686 Coronae Australis (V686 CrA / HD 175362 / HR 7129) es una estrella variable en la constelación de Corona Austral.
Tiene magnitud aparente media +5,35 y se encuentra a 424 años luz de distancia del sistema solar.
De tipo espectral B3V —aunque también figura catalogada como B8IVs—, V686 Coronae Australis es una estrella peculiar pobre en helio con «sobreabundancia» de silicio y manganeso.
Su campo magnético efectivo <Be> alcanza el valor de 3122 G.
Es también una variable Alfa2 Canum Venaticorum —como por ejemplo Alioth (ε Ursae Majoris)—, variando su brillo 0,16 magnitudes.
V686 Coronae Australis tiene una temperatura efectiva de 16.480 K y brilla con una luminosidad 436 veces mayor que la del Sol.
Con un radio 2,5 veces más grande que el radio solar, V686 Coronae Australis rota con una velocidad proyectada de 15 km/s, completando una vuelta sobre sí misma cada 3,67 días.
Su masa está comprendida entre 4 y 4,6 masas solares.
Tiene una edad estimada de sólo 8,3 millones de años, por lo que apenas ha transcurrido el 6% de su vida como estrella de la secuencia principal.